# Amorphea
Amorphea ist ein Taxon, das zu den Eukaryoten (Lebewesen mit Zellkern) gestellt wird. Die Kronengruppe umfasst neben einigen kleineren Gruppen die zwei super-groups Amoebozoa als Großgruppe einzelliger Lebewesen und die Obazoa, zu denen neben verschiedenen einzelligen Lebewesen auch alle vielzelligen Tiere und die Pilze zählen.

## Definition
Das Taxon wurde 2012 rein phylogenetisch definiert. Es wird abgegrenzt als die kleinste gemeinsame Klade um die drei rezenten Arten Mensch (Homo sapiens Linnaeus 1758) und Neurospora crassa Shear & Dodge 1927 als Vertreter der Opisthokonta sowie Dictyostelium discoideum Raper 1935 für die Amoebozoa.
Es schließt im Gegenzug die folgenden Kladen um ihre jeweiligen Vertreter per definitionem aus:
- Bigelowiella natans Moestrup & Sengco 2001 als Vertreter der Rhizaria
- Tetrahymena thermophila Nanney & McCoy 1976 für die Alveolata
- Thalassiosira pseudonana Cleve 1873 als Stramenopile
- Arabidopsis thaliana (Linnaeus) Heynhold 1842 für die Archaeplastida einschließlich der Pflanzen
- Euglena gracilis Klebs 1883 für die Excavata
- Emiliania huxleyi (Lohmann) Hay & Mohler in Hay et al. 1967 für die Haptophyta

## Taxonomie
Das Taxon ist in seinem Umfang annähernd deckungsgleich mit den bereits 2005 beschriebenen Unikonta, für die im Gegensatz zu den rein phylogenetisch definierten Amorphea zusätzlich auch eine Geißel als ein ursprüngliches, gemeinsames Merkmal definiert wurde. Da der Name auf dieses Merkmal verweist, das jedoch als höchstwahrscheinlich falsch gilt, wurde durch Sina Adl et al. in ihrer Revision der Systematik der Eukaryoten 2012 ein neuer Name gewählt. Der aus dem Griechischen stammende Name bedeutet wörtlich ohne Form und verweist auf die bei den meisten Arten gestaltlosen Zellen.
Amorphea enthält folgende Gruppen:
- Opisthokonta (definitionsgemäß)
- Amoebozoa (definitionsgemäß)
- Apusomonadida (incertae sedis)
- Breviatea (inkl. Subulatomonas) (incertae sedis)
- Ancyromonadida (incertae sedis)
- Mantamonas (incertae sedis)

## Nachweise
1. 1 2 3 4  Adl, S. M., Simpson, A. G. B., Lane, C. E., Lukeš, J., Bass, D., Bowser, S. S., Brown, M. W., Burki, F., Dunthorn, M., Hampl, V., Heiss, A., Hoppenrath, M., Lara, E., le Gall, L., Lynn, D. H., McManus, H., Mitchell, E. A. D., Mozley-Stanridge, S. E., Parfrey, L. W., Pawlowski, J., Rueckert, S., Shadwick, L., Schoch, C. L., Smirnov, A. and Spiegel, F. W. (2012): The Revised Classification of Eukaryotes. Journal of Eukaryotic Microbiology, 59: 429–514, 2012, PDF Online